# Свети Димитър (Теологос)
Вижте пояснителната страница за други значения на Свети Димитър.
„Свети Димитър“ (на гръцки: Ιερός Ναός Αγίου Δημητρίου) е възрожденска православна църква в село Теологос на остров Тасос, Егейска Македония, Гърция, част от Филипийската, Неаполска и Тасоска епархия на Вселенската патриаршия.

## История
Църквата е разположена в южния край на селото. Построена е в 1803 година според надписа над входа. Според местната легенда е строена за 40 дни с труда и парите на местното население.

## Архитектура
В архитектурно отношение е трикорабна базилика с трем на запад и женска църква над него. Външните ѝ размери 20,00 m на 12,10 m я правят втората по големина и най-дълга църква на острова. Входът за наоса е от южната страна на трема (10,7 m на 3,32 m), към който има пристроена по-нова камбанария. Камбанарията е с квадратна форма на три нива, като най-отгоре е разположен часовник с три лица.
Нивото на наоса е една стъпка по-ниско от трема. Вратата е двукрила и над нея в ниша има стенопис на светеца покровител на кон, датиран 16 юли 1872 г. Храмът има вътрешни размери 9,50 m х 16,45 m x 4,66 m (2,48 m под женската църква). Стената е дебела 0,80 m. Църквата е измазана само от изток. Трите кораба са разделени от две колонади с по два дървени квадратни измазани стълбове и пет кръгли и имат ширина 2,50 m, 5,00 m и 2,44 m. Осветлението е от четири прозорчета на южната страна и три на северната в мраморни рамки. Апсидата отвън е шестоъгълна със слепи арки, а вътрешният ѝ диаметър е 3,76 m.

## Иконостас
Впечатляващият иконостас е прав и резбован. Резбовани са и владишкият трон и амвонът. Иконостасът започва да се прави през 1806 – 1807 година от филотейския монах Игнатий, който го работи около 18 години и оставя портрета си близо до олтарната врата. Царските икони от юг са „Въведение Богородично“, „Архангел Гавриил“, „Свети Георги“, „Свети Николай“, „Света Параскева“, „Свети Димитър“, „Света Богородица“, царските двери, „Христос Вседържител“, „Свети Йоан Предтеча“, „Архангел Михаил“, „Вси Светии“, празно място и светци в десет сцени. Над царските двери таванът има форма на купол, за да се издигне кръстът на разпятието.
Олтарното пространство е издигнато с една стъпка. В храма се пази иконата на Света Богородица от църквата „Света Богородица“, датиранна 1633 година. Също така е запазена приписка, гласяща: „Το παρόν εγράφη διά χειρός προηγουμένου Ιγνατίου Φιλοθεϊτου και αφιερωθέν εν τη εκκλησία του αγίου μεγαλομάρτυρος Δημητρίου, του εν τη θάσω κατά την χώραν Θεολόγου. Εν έτει 1820 κατά μήνα Αύγουστον“.